# Parafia św. Wojciecha w Górze Puławskiej
Parafia św. Wojciecha w Górze Puławskiej – rzymskokatolicka parafia w dekanacie zwoleńskim diecezji radomskiej.

## Historia
Parafia Jaroszyn mogła istnieć już w XII w. Choć bardziej pewne jest stwierdzenie, że powstała – według pierwszej wzmianki historycznej – przed 1325. 
12 sierpnia 1676 z terytorium parafii wyłączono wsie Parchatka, Puławy, Skowieszyn, Włostowice i Wólka Profecka, z których utworzono parafię włostowicką. 

## Świątynia
Kościół drewniany w miejscowości Jaroszyn wzmiankowany jest w 1326. Zniszczony został w 1687. Z powodu niszczenia przez wylewy Wisły został przeniesiony dalej od koryta rzeki. W 1738 został zniesiony przez powódź. Kolejny kościół drewniany zbudowany został trzy lata później na Górze Jaroszyńskiej. Obecny kościół fundacji Augusta Aleksandra i Marii Czartoryskich zbudowano w latach 1768–1779. Konsekrował go 7 czerwca 1895 roku bp Antoni Ksawery Sotkiewicz. Kościół został znacznie zniszczony i spalony podczas II wojny światowej w 1944. Odbudowano go w latach 1945–1948 staraniem ks. Władysława Zdąbłasza. Kościół jest murowany z cegły, późnobarokowy, prawie klasycystyczny, jednonawowy, na planie krzyża. 

## Zasięg parafii
Do parafii należą wierni z miejscowości: Bronowice, Dobrosławów, Góra Puławska, Kolonia Góra Puławska, Jaroszyn, Kajetanów, Klikawa, Kowala, Łęka, Nasiłów, Pachnowola, Sadłowice, Tomaszów.

## Proboszczowie
- 1945–1952 – ks. Władysław Zdąbłasz
- 1952–1957 – ks. Jan Wojtysiak
- 1957–1965 – ks. Franciszek Socha
- 1965–1972 – ks. Józef Adamczyk
- 1972–1986 – ks. Jan Król
- 1986–2012 – ks. kan. Kazimierz Mąkosa
- 2012–2019 – ks. Marek Kucharski
- od 2019 – ks. Michał Warchoł